# فرودگاه اولان‌اوده
فرودگاه اولان‌اوده (به انگلیسی: Ulan-Ude Airport) یک فرودگاه نظامی با کد یاتا UUD است که یک باند فرود بتن دارد و طول باند آن ۲۹۹۷ متر است. این فرودگاه در شهر اولان‌اوده کشور روسیه قرار دارد.

## شرکت‌های هواپیمایی و مقصدهای پروازی

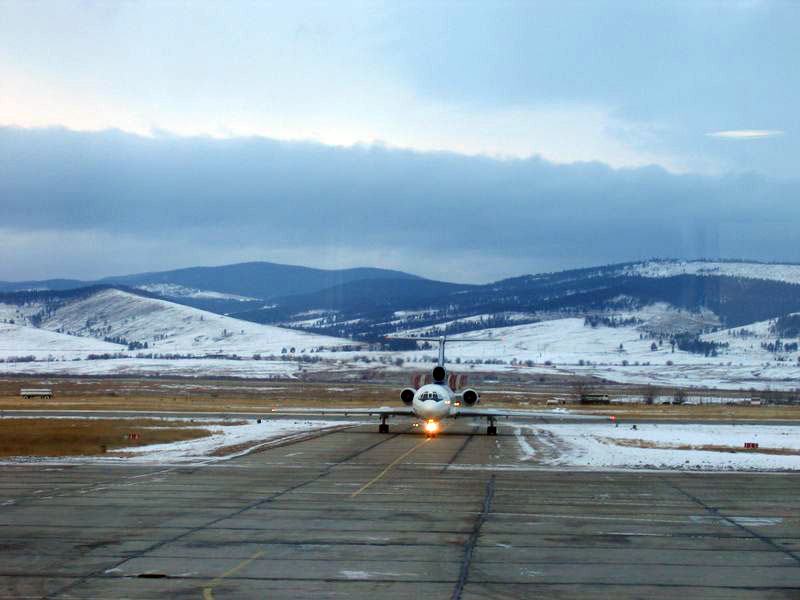
The توپولف-۱۵۴ of اس۷ ایرلاینز landed at Baikal Airport.

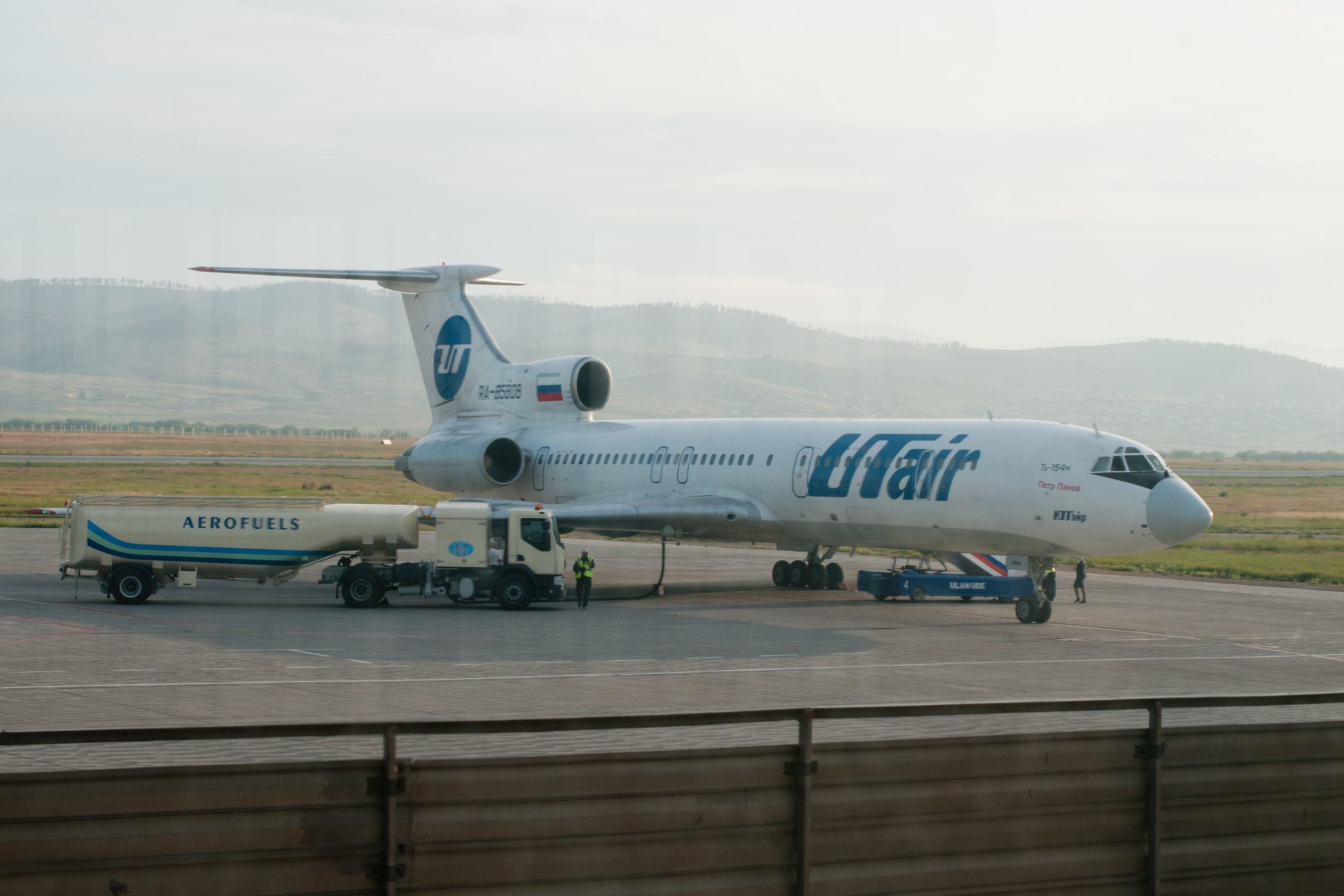
یوتی‌ایر اوییشن توپولف-۱۵۴ at Baikal Airport.

| شرکت‌های هواپیمایی                      | مقصدهای پروازی                                                                                               |
| -------------------------------------- | --- |
| آنگارا ایرلاینز                        | ایرکوتسک، نیژنئانگارسک، تاکسیمو                                                                              |
| Ayana                                  | کراسنویارسک چرمشانکا، کیزیل، نیژنئانگارسک                                                                    |
| هونو ایر                               | بویانت-اوخا                                                                                                  |
| ایر آئرو                               | ایگناتیوا، ایرکوتسک، خاباروفسک ناوی، یملیانو، سوکول، مانژولی ضیاجیاو، تولمچوا، ولادی‌وستوک، فصلی: بویانت-اوخا |
| نورداستار                              | یملیانو |
| پابیدا                                 | ونوکووا (آغاز از ۳۰ سپتامبر ۲۰۱۷)                                                                            |
| ساراتوف ایرلاینز                       | کادالا، یملیانو, ولادی‌وستوک (آغاز از ۲۰ اوت ۲۰۱۷)                                                            |
| اس۷ ایرلاینز                           | پکن، تولمچوا                                                                                                 |
| اس۷ ایرلاینز اجرا توسط گلوبوس ایرلاینز | دوموده‌دوو |
| اورال ایرلاینز                         | دوموده‌دوو |
| یاکوتیا ایرلاینز                       | خاباروفسک ناوی، یاکوتسک فصلی: اینچئون                                                                        |

1: Azur Air' flies via کادالا، but it has no connections between these towns.